# Moechohecyra sumatrana
Moechohecyra sumatrana là một loài bọ cánh cứng trong họ Cerambycidae.